# 查理·霍森
查理·霍森（英語：Charlie Hodgson；1980年11月12日—）是一位英格蘭橄欖球運動員。他是英格蘭國家橄欖球隊的一員。他在2007年結婚，育有五個小孩。